# Devin Shore
Devin Shore, född 19 juli 1994 i Ajax, är en kanadensisk professionell ishockeyspelare som spelar för Edmonton Oilers i NHL.
Han har tidigare spelat på NHL-nivå för Columbus Blue Jackets, Anaheim Ducks och Dallas Stars och på lägre nivåer för Texas Stars i AHL, Maine Black Bears (University of Maine) i NCAA och Whitby Fury i OJHL.

## Spelarkarriär

### NHL

#### Dallas Stars
Shore draftades i andra rundan i 2012 års draft av Dallas Stars som 61:a spelare totalt.

#### Anaheim Ducks
Den 14 januari 2019 tradades han till Anaheim Ducks i utbyte mot Andrew Cogliano.

## Statistik
| 2009–2010   | Ajax/Pickering Raiders Minor Midget AAA | ETAMMHL     | 68  | 40 | 48 | 88  | 35 | —  | — | —  | —  | —  |
| 2010–2011   | The Hill Academy                        |             | 61  | 33 | 62 | 95  | 18 | —  | — | —  | —  | —  |
| 2011–2012   | Whitby Fury                             | OJHL        | 41  | 29 | 29 | 58  | 26 | 23 | 7 | 25 | 32 | 10 |
| 2012–2013   | Maine Black Bears                       | NCAA        | 38  | 6  | 20 | 26  | 10 | —  | — | —  | —  | —  |
| 2013–2014   | Maine Black Bears                       | NCAA        | 35  | 14 | 29 | 43  | 38 | —  | — | —  | —  | —  |
| 2014–2015   | Maine Black Bears                       | NCAA        | 39  | 14 | 21 | 35  | 20 | —  | — | —  | —  | —  |
|             | Texas Stars                             | AHL         | 19  | 4  | 2  | 6   | 4  | 3  | 1 | 0  | 1  | 0  |
| 2015–2016   | Dallas Stars                            | NHL         | 3   | 0  | 0  | 0   | 0  | —  | — | —  | —  | —  |
|             | Texas Stars                             | AHL         | 23  | 15 | 11 | 26  | 8  | —  | — | —  | —  | —  |
| 2016–2017   | Dallas Stars                            | NHL         | 82  | 13 | 20 | 33  | 14 | —  | — | —  | —  | —  |
| 2017–2018   | Dallas Stars                            | NHL         | 82  | 11 | 21 | 32  | 14 | —  | — | —  | —  | —  |
| 2018–2019   | Dallas Stars                            | NHL         | 42  | 5  | 12 | 17  | 7  | —  | — | —  | —  | —  |
|             | Anaheim Ducks                           | NHL         | —   | —  | —  | —   | —  | —  | — | —  | —  | —  |
| NHL totalt  | NHL totalt                              | NHL totalt  | 209 | 29 | 53 | 82  | 35 | —  | — | —  | —  | —  |
| AHL totalt  | AHL totalt                              | AHL totalt  | 42  | 19 | 13 | 32  | 12 | 3  | 1 | 0  | 1  | 0  |
| NCAA totalt | NCAA totalt                             | NCAA totalt | 112 | 34 | 70 | 104 | 68 | —  | — | —  | —  | —  |